# 十階のモスキート
『十階のモスキート』（じっかいのモスキート）は、崔洋一監督、内田裕也主演の日本映画である。1983年（昭和58年）、ATG系ほかで公開された。崔洋一の監督デビュー作。
1978年（昭和53年）、廣田雅晴（当時、京都府警察の巡査部長）が当時勤務していた西陣警察署から同僚の拳銃を盗み出し、郵便局で強盗未遂事件を起こすなどした警察不祥事を題材としている。なお、同事件の犯人である廣田は出所後の1984年（昭和59年）、かつて勤務していた派出所（京都府京都市北区）に勤めていた巡査を殺害して拳銃を奪い、大阪府大阪市都島区の消費者金融店で店員を射殺して現金を奪うという事件（京都・大阪連続強盗殺人事件）を起こし、1998年（平成10年）に死刑が確定している。

## ストーリー
出世の見込みも無く、妻に逃げられた冴えない警察官の男は、マンションの十階に住んでいる。毎月の慰謝料、養育費、バーのツケ、ギャンブルの借金に追われ、精神が崩壊していく。

## 出演者
- 内田裕也（主人公の男）
- 小泉今日子（RIE）
- 吉行和子（TOSHIE）
- 中村れい子（KEIKO）
- 宮下順子（「ヒーロー」のママ）
- 風祭ゆき（婦人警官）
- アン・ルイス（万引の女）
- ビートたけし（競艇場の予想屋）
- 横山やすし（芸能人風のシャレ男）
- 阿藤海（男の同僚A）
- 清水宏（男の同僚B）
- 下元史朗（男の同僚C）
- 鶴田忍（TOSHIEの男）
- 梅津栄（初老の男）
- 小林稔侍（「ヒーロー」の客A）
- 高橋明（「ヒーロー」の客B）
- 浅見小四郎（「ヒーロー」の客C）
- 草薙良一（太陽ローンの岡村）
- 伊藤公子（太陽ローンの女店員）
- 安岡力也（友野金融の矢沢）
- 仲野茂（リーゼントの男）
- 趙方豪（山崎）
- 佐藤慶（署長）
- 庄司三郎、飯田裕幾、深見博、岡本達哉、杉田広、高瀬将嗣、山田博行、相原巨典、山川弘乃、笠井心、中島いづみ、遠藤暁子、福島みゆき、松山薫、戸塚珠緒、渡辺裕子（その他）

### スタッフ
- 監督 - 崔洋一
- 脚本 - 内田裕也、崔洋一
- 音楽 - 大野克夫
- 主題歌 - 白竜「誰のためでもない」
- 撮影 - 森勝
- 美術 - 細石照美
- 照明 - 小山勲
- 録音 - 佐藤富士男
- 編集 - 山田真司
- 助監督 - 磯村一路、平山秀幸、福岡芳穂、増本千尋
- 制作担当 - 栗原啓祐
- MA - にっかつスタジオセンター
- 現像 - 東洋現像所
- プロデューサー - 結城良煕
- 制作協力 - 内野二朗（キョードー東京）
- 製作 - ニュー・センチュリー・プロデューサーズ

## 製作

### 企画
『水のないプール』に続く内田裕也の企画。東映セントラルフィルムの配給で『水のないプール』がヒットしたことから、最初は崔が長く助監督を務めた東映系の東映セントラルフィルムに「金出せや」と企画を持ち込んだが、色よい返事がされず、他社に持ち込むもどこも難色を示しため、ニュー・センチュリー・プロデューサーズとATGに駆け込んだ。脚本を読んでくれて「面白いじゃないか」という返事をもらったが、両社から「金は出せません」と言われた。それで内田裕也の個人的信用で、映画会社とは関係のない会社から製作費を引き出した。しかし予算がオーバーし、ニュー・センチュリー・プロデューサーズが製作費を3分の1負担した。

### タイトル
タイトルの由来は、「ある時ふっと気が付くと、壁にモスキート（蚊）をつぶした小さな血痕が付いていた。自分の血なんですけどね。僕はロックンロールのナントカなんて呼ばれてるけど、現実には、大きな宇宙の中のちっぽけなモスキートみたいなものにすぎない───、でも人は刺せるよ、というふうな、それがテーマなんです。」。「組織の中で正直に生きようとすれば、落ちていかざるを得ない状況」を描いた作品で、タイトルの「十階」には、「十戒」という意味も込められている。

### 脚本
脚本は内田栄一が3稿まで書いていたが、内田栄一、崔、内田裕也の三者の歩み寄りができず、内田裕也が「俺が書く」と言って新たにホンを書き上げ、それに崔が加筆、修正を加え最終稿になった。崔は内田から、「警察官が強盗する」という映画の制作を提案されて以来、大宅壮一文庫へ通い、題材となった廣田の事件の雑誌記事を大量に複写していた。

### 撮影
ロケは千葉県君津市などで行われた。競艇場のシーンはボートが好きな崔の趣味。内田は、この映画のモデルとなった事件の犯人である廣田が出所後に連続強盗殺人事件を起こした際、「（1978年の事件は）社会との関わりでいえば、連合赤軍事件以来のショック」を受けていたと述べている。
評判を呼んだのが内田裕也の濡れ場演技。中村れい子とは二人で玄関を入ったところから3分近くの濡れ場の長回しで、中村の乳〇を執拗に責めるのは内田の性癖か、それとも崔演出かと話題を呼んだ。また婦人警官役の風祭ゆきのレイプはあまりに手際がよく感心された。

## 興行
新宿オデヲン座ほかで封切。